# 伊豆急行線
伊豆急行線（いずきゅうこうせん）は、静岡県伊東市の伊東駅から静岡県下田市の伊豆急下田駅を結ぶ、伊豆急行の鉄道路線。

## 概要
1961年（昭和36年）12月10日に全線が開業。伊豆半島東部の海岸沿いを走っているが、実際に海が見える区間は半分程度である。伊豆半島特有の山が海までせり出す地形のため、全線の38%がトンネルとなっており（全31本・総延長17.8km）、トンネルがない区間は城ヶ崎海岸駅 - 伊豆高原駅間のみである。伊豆急行沿線は、古くから温泉街が多く、建設当時はトンネルを掘る際、地盤に源泉が浸み込み、落盤事故を度々引き起こしていた。この事故で、多数の建設員が犠牲となった。
川奈駅 - 富戸駅間では、海抜100m超の位置から海を見下ろすことができる。眼下には川奈岬、川奈ホテルゴルフコースが広がる。片瀬白田駅 - 伊豆稲取駅間では波打ち際近くを走る、伊豆急行線の車窓を代表する区間で、「リゾート21」に乗車すると、視界いっぱいに海が広がる。この区間ではワンマン運転列車を除き車内放送で車掌が伊豆七島の案内放送をする（伊豆急行線に乗り入れていたJR東日本の特急「スーパービュー踊り子」ではNREのビューアテンダントが放送を担当していた）。天候が悪く見ることができない場合は、「本日はあいにくご覧いただけませんが」などとその旨断って放送する。
2010年（平成22年）3月13日に全線にICカード「Suica」を導入し、PASMOなどSuicaと相互利用可能なICカードも利用可能となった。なお、伊豆急行では、自社での発行は行わないが、2021年（令和3年）10月25日まではJR東日本発行のSuicaカード（無記名式）の発売を行っていた。定期券も従来のものである。なお、伊東駅と伊豆急行線内の各駅間を利用すると、履歴には「伊急伊東」と表記される。
JR管理駅である伊東駅を除いた全ての駅には自動改札機は設置されておらず、駅員が列車ごとに改札を行う。前述のようにSuica導入に伴い、南伊東駅からの各駅にICカード用の簡易改札機が設置された。一部の駅では自動券売機が設置されており、伊豆急行線はもちろん伊東駅から先のJR（伊東線・東京・静岡方面）への連絡乗車券や特急「踊り子」の座席未指定券が購入できる。発券される乗車券は磁気化されているので、伊東駅と熱海駅から先の各駅に設置されている自動改札機に通せる。新幹線を含む指定席特急券とJRの遠距離乗車券は特急停車駅にあるみどりの窓口で販売されている。2020年（令和2年）4月1日より全有人駅および臨時で有人となる伊豆大川駅の窓口では普通乗車券、特急券、定期券、回数券、団体券の購入の際にクレジットカード決済が可能となり、それに伴い同日よりJR管理駅である伊東駅のみどりの窓口では伊豆急行線内完結の一部を除く乗車券類の購入の際にもクレジットカード決済が可能となった。また、2020年（令和2年）2月下旬には駅窓口におけるQRコード決済の導入について「今後検討する」と報道されている。
2012年（平成24年）4月1日より伊豆北川駅と稲梓駅は終日無人駅となり、窓口は閉鎖され、券売機なども撤去された。終日無人となったため、緊急通話用として伊豆北川駅は伊豆高原駅に、稲梓駅は伊豆急下田駅に自動でつながる電話機を設置した。2015年（平成27年）には伊豆大川駅、2021年（令和3年）には富戸駅、城ヶ崎海岸駅、片瀬白田駅、今井浜海岸駅、蓮台寺駅が無人化された。
終日無人駅である富戸駅、城ヶ崎海岸駅、伊豆大川駅、伊豆北川駅、片瀬白田駅、今井浜海岸駅、稲梓駅、蓮台寺駅以外は有人駅である。無人8駅以外の特急通過駅および伊豆熱川駅、河津駅では一部時間帯に無人となるため、乗車駅証明書発行機と運賃収受箱が設置されている。この乗車駅証明書発行機は、JR東日本の乗車駅証明書発行機とは全く違い、路線バスなどに設置されている小田原機器製の感熱紙式整理券発行機が使用されている。駅員がいる場合でも、駅の見回りなどで不在のときに使用されることがある。運賃収受箱は早朝・夜間の一部時間帯と日中のワンマン運転時に車掌が乗務しておらず乗客の運賃、切符を無人駅で車掌が回収できないため設置されており、運賃収受箱の近くに各駅からの運賃が記載された表が貼られている。
近年、JR東日本と同タイプのものでない非常ボタンが設置されている踏切を対象に、非常ボタンがJR東日本と同タイプのものに取り替えられている。また、特殊発光信号機は踏切では伊豆急行独自のデザインのものが使用され、海岸線や山間部などに設置されている落石警報では一般的な反時計回りに点灯する五角形のものが使用されている。踏切動作反応灯は一般的なデザインのものが使用されている。踏切の警報音はほとんどの踏切が東急電鉄の踏切と同じ警報音が使用されている。
2017年（平成29年）より、JR東日本のATS-SNと互換性のあるATS-SiからATS-Pへの更新工事が順次、進められている。なお、更新工事は、伊東駅 - （富戸駅 - 城ヶ崎海岸駅間に存在する）富戸トンネル中間、富戸トンネル中間 - （伊豆大川駅 - 伊豆北川駅間に存在する）大川トンネル中間、大川トンネル中間 - （片瀬白田駅 - 伊豆稲取駅間に存在する）黒根トンネル手前、黒根トンネル手前 - （河津駅 - 稲梓駅間に存在する）鷲頭山トンネル先、（蓮台寺駅 - 伊豆急下田駅間に存在する）中トンネル中間の順で完了している。

### 路線データ
- 路線距離：45.7km
- 軌間：1067mm
- 駅数：16駅（両端を含む）
- 複線区間：なし（全線単線）
- 電化区間：全線（直流1500V・架空電車線方式）
- 閉塞方式：単線自動閉塞式
- 保安装置：
  - ATS-P 伊東駅[注釈 1] - （蓮台寺駅 - 伊豆急下田駅間に存在する）中トンネル中間[3]
  - ATS-Si（JR東日本のATS-SNと互換性あり） 中トンネル中間 - 伊豆急下田駅[3]
- 最高速度：90km/h[4]
- 車両基地所在駅：伊豆高原駅（伊豆高原車両区）

## 運行形態
1961年の開業当時より優等列車の多くは、伊東駅で接続しているJR東日本の伊東線を経由して東海道本線と直通している。普通列車も、朝晩は伊東駅での折り返し運転となるが、日中については伊東線の熱海駅まで直通運転する列車が多い。
普通列車は、かつて伊豆急下田駅 - 熱海駅間で国鉄・JR東日本と相互直通乗り入れしていた。そのため、当線の開業当時一等車（後のグリーン車）を連結していた国鉄持ちの伊東線用編成に合わせる必要があったことと、沿線に別荘地が多く、需要が見込めることから、伊豆急行でも二等車（後の普通車）だけではなく、一等車（後のグリーン車）も保有し、自社の普通列車にも連結していた。のちに特別車両の「ロイヤルボックス」を連結するようになったが、現在では自社列車にグリーン車やロイヤルボックスなどの特別車両の連結はしていない。なお、JR伊東線内折り返し運転の普通列車についても、伊豆急行の車両で運転される。
普通列車の運行本数は昼間時間で1時間に2本程度。日中は伊東線直通列車を含め8000系電車2編成を連結した6両で運転される。ただし、伊豆高原以南は時間帯によって同駅で後方を切り離して3両での運転となる。その場合の後方3両は「普通 伊豆高原」と行先表示され、車内の電光掲示もそれに伴った表示となる。乗車中は3・4両目間の行き来ができない。また「リゾート21」での運用時も、伊豆高原駅から先は8000系3両に取り換えて運転されることもある。なお、特急停車駅と一部の特急通過駅のホームは10両編成に対応している（伊東駅は11両対応）。
定期列車は特急列車（「踊り子」「サフィール踊り子」）・普通列車の2種別のみであるが、観光シーズン等の多客期になると、特急列車の増発や臨時の快速列車の運転が行われる。観光列車として2017年7月21日からは東海道本線横浜駅 - 伊豆急下田駅間で伊豆急行の2100系5次車による「THE ROYAL EXPRESS」が運転されている。

### ワンマン運転
早朝・夜間および日中の伊豆高原駅以南の一部普通列車には8000系を使用したワンマン運転が行われている。
ただし、運転士以外にもう1人乗務員が乗務しており（一部の時間帯を除く）、乗車券の発券や集札を担当している。このため8000系には自動放送装置は設置されているものの、運賃箱や整理券発行機は設置されていない。ドア扱いは全て運転士が担当し、もう1人の乗務員はドア扱いを行わない。

### お召列車
下田に須崎御用邸があるため、私鉄では珍しくお召し列車や御乗用列車が乗り入れる。

## 利用状況

### 輸送実績
伊豆急行線の近年の輸送実績を下表に記す。輸送量は減少している。
表中、輸送人員の単位は万人。輸送人員は年度での値。表中、最高値を赤色で、最高値を記録した年度以降の最低値を青色で、最高値を記録した年度以前の最低値を緑色で表記している。
| 年度別輸送実績     | 年度別輸送実績                  | 年度別輸送実績                  | 年度別輸送実績                  | 年度別輸送実績                  | 年度別輸送実績  | 年度別輸送実績      | 年度別輸送実績 |
| 年 度              | 輸送実績（乗車人員）：万人/年度 | 輸送実績（乗車人員）：万人/年度 | 輸送実績（乗車人員）：万人/年度 | 輸送実績（乗車人員）：万人/年度 | 輸送密度 人/1日 | 貨物輸送量 万t/年度 | 特 記 事 項    |
| ------------------ | ------------------------------- | ------------------------------- | ------------------------------- | ------------------------------- | --------------- | ------------------- | -------------- |
| 年 度              | 通勤定期                        | 通学定期                        | 定 期 外                        | 合 計                           | 輸送密度 人/1日 | 貨物輸送量 万t/年度 | 特 記 事 項    |
| 1975年（昭和50年） | 135.1                           | 100.1                           | 760.8                           | 996.0                           | 14,114          | 1.6                 |                |
| 1976年（昭和51年） | 129.7                           | 105.8                           | 682.7                           | 918.2                           | 12,437          | 1.6                 |                |
| 1977年（昭和52年） | 124.3                           | 111.5                           | 645.3                           | 881.2                           | 11,658          | 1.0                 |                |
| 1978年（昭和53年） | 118.9                           | 109.5                           | 600.2                           | 828.7                           | 10,573          | 0.6                 |                |
| 1979年（昭和54年） | 121.7                           | 110.5                           | 619.7                           | 852.0                           | 11,190          | 0.8                 |                |
| 1980年（昭和55年） | 120.8                           | 110.2                           | 547.2                           | 778.2                           | 9,851           | 0.2                 |                |
| 1981年（昭和56年） | 120.0                           | 109.9                           | 566.4                           | 796.4                           | 10,093          | 0.0                 |                |
| 1982年（昭和57年） | 118.8                           | 104.7                           | 560.8                           | 784.4                           | 9,926           | 0.0                 |                |
| 1983年（昭和58年） | 113.8                           | 119.1                           | 553.6                           | 786.5                           | 9,794           | 0.0                 |                |
| 1984年（昭和59年） | 112.2                           | 139.0                           | 558.8                           | 809.9                           | 10,015          | 0.0                 |                |
| 1985年（昭和60年） | 109.7                           | 154.1                           | 587.5                           | 851.3                           | 10,615          | 0.0                 |                |
| 1986年（昭和61年） | 106.4                           | 154.8                           | 619.8                           | 881.0                           | 11,041          | 0.0                 |                |
| 1987年（昭和62年） | 105.3                           | 142.6                           | 636.7                           | 884.6                           | 11,037          | 0.0                 |                |
| 1988年（昭和63年） | 110.2                           | 150.6                           | 652.2                           | 913.0                           | 11,376          | 0.0                 |                |
| 1989年（平成元年） | 109.6                           | 151.6                           | 623.9                           | 885.1                           | 11,093          | 0.0                 |                |
| 1990年（平成2年）  | 114.5                           | 147.5                           | 722.1                           | 984.1                           | 12,847          | 0.0                 |                |
| 1991年（平成3年）  | 116.7                           | 136.6                           | 748.1                           | 1001.4                          | 12,855          | 0.0                 |                |
| 1992年（平成4年）  | 123.8                           | 122.3                           | 704.8                           | 950.9                           | 12,426          | 0.0                 |                |
| 1993年（平成5年）  | 127.9                           | 121.3                           | 643.7                           | 892.9                           | 11,428          | 0.0                 |                |
| 1994年（平成6年）  | 123.7                           | 113.5                           | 624.8                           | 862.0                           | 11,087          | 0.0                 |                |
| 1995年（平成7年）  | 118.7                           | 106.7                           | 572.8                           | 798.2                           | 10,056          | 0.0                 |                |
| 1996年（平成8年）  | 116.7                           | 107.1                           | 574.7                           | 798.5                           | 10,073          | 0.0                 |                |
| 1997年（平成9年）  | 112.1                           | 99.0                            | 522.7                           | 733.8                           | 9,225           | 0.0                 |                |
| 1998年（平成10年） | 104.3                           | 91.8                            | 503.9                           | 700.0                           | 8,828           | 0.0                 |                |
| 1999年（平成11年） | 94.8                            | 86.4                            | 494.7                           | 675.9                           | 8,485           | 0.0                 |                |
| 2000年（平成12年） | 89.8                            | 79.2                            | 459.9                           | 628.9                           | 7,899           | 0.0                 |                |
| 2001年（平成13年） | 83.5                            | 76.0                            | 459.7                           | 619.2                           | 7,944           | 0.0                 |                |
| 2002年（平成14年） | 77.9                            | 65.7                            | 434.6                           | 578.2                           | 7,502           | 0.0                 |                |
| 2003年（平成15年） | 75.4                            | 59.1                            | 431.5                           | 565.5                           | 7,326           | 0.0                 |                |
| 2004年（平成16年） | 74.9                            | 55.4                            | 417.1                           | 547.4                           | 6,974           | 0.0                 |                |
| 2005年（平成17年） |                                 |                                 |                                 | 564.0                           |                 |                     |                |
| 2006年（平成18年） |                                 |                                 |                                 | 572.3                           |                 |                     |                |
| 2007年（平成19年） |                                 |                                 |                                 | 575.9                           |                 |                     |                |
| 2008年（平成20年） |                                 |                                 |                                 | 570.1                           |                 |                     |                |
| 2009年（平成21年） | 75.8                            | 56.3                            | 403.9                           | 536.0                           | 6,900           | 0.0                 |                |
| 2010年（平成22年） |                                 |                                 |                                 | 511.4                           |                 |                     |                |
| 2011年（平成23年） |                                 |                                 |                                 | 454.0                           |                 |                     |                |
| 2012年（平成24年） | 65.5                            | 57.3                            | 369.3                           | 492.1                           | 6,336           | 0.0                 |                |
| 2013年（平成25年） | 68.3                            | 57.9                            | 360.5                           | 486.7                           | 6,250           | 0.0                 |                |
| 2014年（平成26年） | 66.2                            | 59.1                            | 358.6                           | 483.9                           | 6,254           | 0.0                 |                |
| 2015年（平成27年） | 69.9                            | 59.1                            | 364.3                           | 493.3                           | 6,314           | 0.0                 |                |
| 2016年（平成28年） | 71.0                            | 58.6                            | 360.8                           | 490.4                           | 6,199           | 0.0                 |                |
| 2017年（平成29年） | 71.8                            | 56.0                            | 361.2                           | 489.0                           | 6,244           | 0.0                 |                |
| 2018年（平成30年） | 68.5                            | 51.2                            | 356.0                           | 475.7                           | 6,109           | 0.0                 |                |
| 2019年（令和元年） | 72.1                            | 49.1                            | 339.7                           | 460.9                           | 5,957           | 0.0                 |                |
| 2020年（令和2年）  | 61.2                            | 39.7                            | 155.6                           | 256.5                           | 3,020           | 0.0                 |                |

### 収入実績
伊豆急行線の近年の収入実績を下表に記す。
表中、収入の単位は千円。数値は年度での値。表中、最高値を赤色で、最高値を記録した年度以降の最低値を青色で、最高値を記録した年度以前の最低値を緑色で表記している。
| 年度別収入実績     | 年度別収入実績          | 年度別収入実績          | 年度別収入実績          | 年度別収入実績          | 年度別収入実績          | 年度別収入実績          | 年度別収入実績     | 年度別収入実績   |
| 年 度              | 旅客運賃収入：千円/年度 | 旅客運賃収入：千円/年度 | 旅客運賃収入：千円/年度 | 旅客運賃収入：千円/年度 | 旅客運賃収入：千円/年度 | 貨物運輸 収入 千円/年度 | 運輸雑収 千円/年度 | 総合計 千円/年度 |
| ------------------ | ----------------------- | ----------------------- | ----------------------- | ----------------------- | ----------------------- | ----------------------- | ------------------ | ---------------- |
| 年 度              | 通勤定期                | 通学定期                | 定 期 外                | 手小荷物                | 合 計                   | 貨物運輸 収入 千円/年度 | 運輸雑収 千円/年度 | 総合計 千円/年度 |
| 1975年（昭和50年） | 162,204                 | ←←←←                    | 2,629,486               | 21,834                  | 2,813,524               | 17,195                  | 215,884            | 3,046,603        |
| 1976年（昭和51年） | 190,534                 | ←←←←                    | 2,676,383               | 25,380                  | 2,892,297               | 18,499                  | 217,197            | 3,127,993        |
| 1977年（昭和52年） | 192,685                 | ←←←←                    | 2,550,387               | 25,853                  | 2,768,925               | 16,060                  | 230,078            | 3,015,064        |
| 1978年（昭和53年） | 233,308                 | ←←←←                    | 2,860,902               | 25,427                  | 3,119,637               | 12,819                  | 238,047            | 3,370,504        |
| 1979年（昭和54年） | 241,703                 | ←←←←                    | 3,144,999               | 25,822                  | 3,412,525               | 18,198                  | 273,296            | 3,704,014        |
| 1980年（昭和55年） | 275,575                 | ←←←←                    | 3,119,333               | 19,828                  | 3,139,161               | 6,692                   | 281,394            | 3,702,823        |
| 1981年（昭和56年） | 274,423                 | ←←←←                    | 3,240,807               | 12,629                  | 3,527,859               | 0                       | 306,290            | 3,834,150        |
| 1982年（昭和57年） | 288,315                 | ←←←←                    | 3,641,443               | 8,866                   | 3,938,623               | 0                       | 344,370            | 4,282,994        |
| 1983年（昭和58年） | 303,609                 | ←←←←                    | 3,598,409               | 5,359                   | 3,907,377               | 0                       | 432,947            | 4,340,324        |
| 1984年（昭和59年） | 343,167                 | ←←←←                    | 3,946,959               | 3,459                   | 4,293,585               | 0                       | 462,971            | 4,756,557        |
| 1985年（昭和60年） | 366,149                 | ←←←←                    | 4,201,337               | 2,160                   | 4,569,646               | 0                       | 482,635            | 5,052,281        |
| 1986年（昭和61年） | 359,008                 | ←←←←                    | 4,418,472               | 2,805                   | 4,780,285               | 0                       | 516,103            | 5,296,388        |
| 1987年（昭和62年） | 193,305                 | 160,364                 | 4,545,357               | 3,988                   | 4,903,014               | 0                       | 526,863            | 5,429,877        |
| 1988年（昭和63年） | 209,153                 | 173,718                 | 4,827,378               | 4,578                   | 5,214,827               | 0                       | 545,778            | 5,760,605        |
| 1989年（平成元年） | 218,755                 | 176,557                 | 4,956,400               | 3,400                   | 5,355,112               | 0                       | 519,732            | 5,874,844        |
| 1990年（平成2年）  | 228,615                 | 170,275                 | 6,067,508               | 4,539                   | 6,470,937               | 0                       | 623,860            | 7,094,797        |
| 1991年（平成3年）  | 231,783                 | 158,818                 | 6,167,801               | 4,411                   | 6,562,813               | 0                       | 641,062            | 7,203,875        |
| 1992年（平成4年）  | 283,680                 | 167,002                 | 6,432,755               | 4,329                   | 6,887,766               | 0                       | 685,917            | 7,573,683        |
| 1993年（平成5年）  | 302,990                 | 167,184                 | 5,874,981               | 3,216                   | 6,348,371               | 0                       | 724,984            | 7,073,355        |
| 1994年（平成6年）  | 295,366                 | 157,331                 | 5,704,811               | 3,042                   | 6,160,550               | 0                       | 732,447            | 6,892,997        |
| 1995年（平成7年）  | 282,056                 | 148,990                 | 5,164,243               | 2,838                   | 5,598,127               | 0                       | 739,753            | 6,337,880        |
| 1996年（平成8年）  | 278,261                 | 145,287                 | 5,172,782               | 2,746                   | 5,599,076               | 0                       | 725,633            | 6,324,709        |
| 1997年（平成9年）  | 302,142                 | 154,895                 | 5,162,161               | 2,687                   | 5,621,885               | 0                       | 704,736            | 6,326,621        |
| 1998年（平成10年） | 286,007                 | 143,001                 | 4,951,986               | 2,527                   | 5,383,521               | 0                       | 684,776            | 6,068,297        |
| 1999年（平成11年） | 258,988                 | 134,264                 | 4,802,241               | 2,427                   | 5,197,820               | 0                       | 700,341            | 5,898,261        |
| 2000年（平成12年） | 240,934                 | 123,727                 | 4,459,307               | 2,459                   | 4,826,427               | 0                       | 833,281            | 5,659,708        |
| 2001年（平成13年） | 223,570                 | 118,205                 | 4,439,412               | 2,420                   | 4,783,607               | 0                       | 795,600            | 5,579,207        |
| 2002年（平成14年） | 213,441                 | 104,081                 | 4,182,852               | 2,409                   | 4,502,783               | 0                       | 797,396            | 5,300,179        |
| 2003年（平成15年） | 204,463                 | 93,724                  | 4,130,160               | 2,281                   | 4,430,628               | 0                       | 802,543            | 5,233,171        |
| 2004年（平成16年） |                         |                         |                         |                         |                         |                         |                    |                  |
| 2005年（平成17年） |                         |                         |                         |                         |                         |                         |                    |                  |
| 2006年（平成18年） |                         |                         |                         |                         |                         |                         |                    |                  |
| 2007年（平成19年） |                         |                         |                         |                         |                         |                         |                    |                  |

## 使用車両
特記なければ車種は電車、運用列車は普通列車。

### 現在の使用車両

#### 自社車両
- 2100系
- 3000系
- 8000系

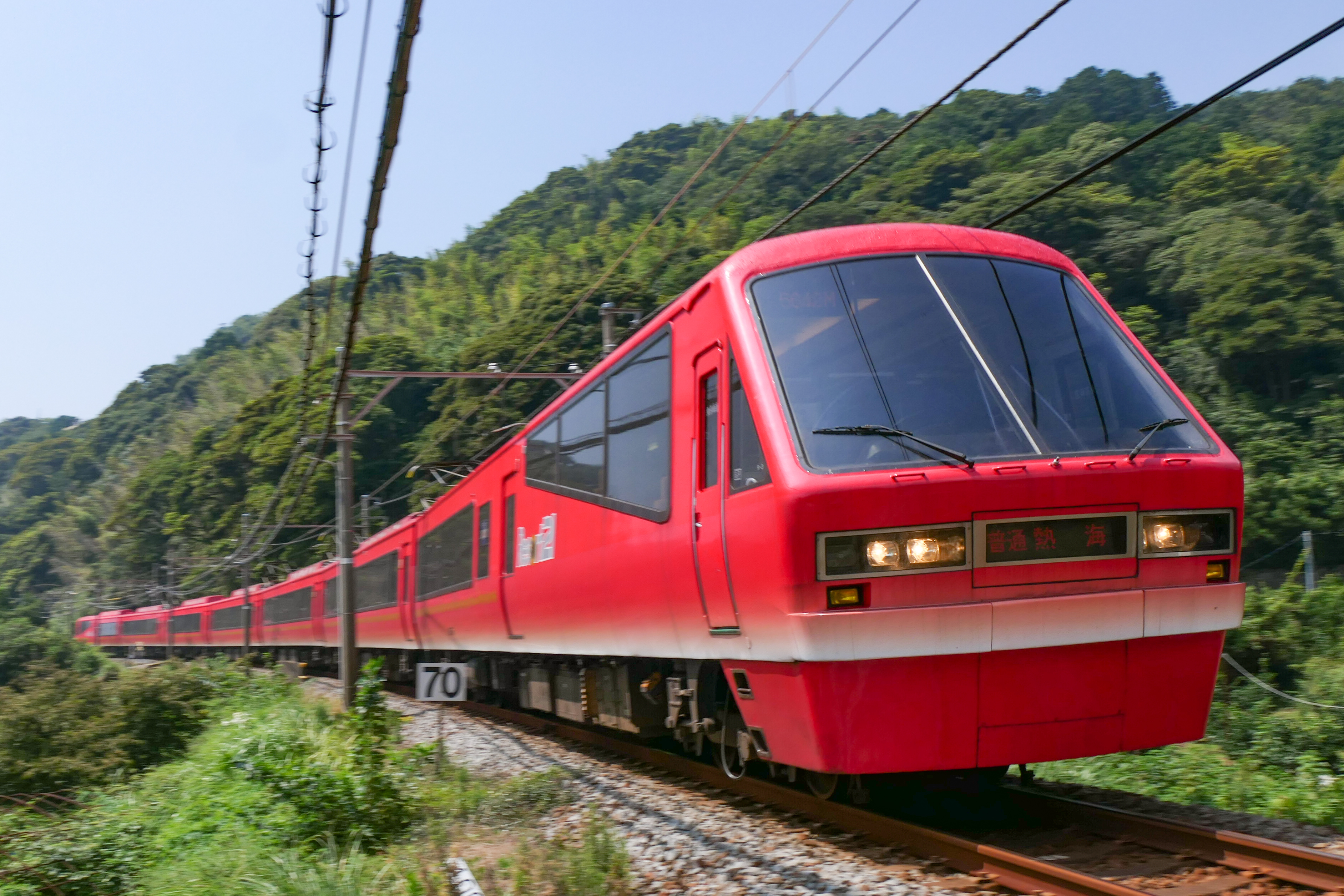
2100系（2021年8月 今井浜海岸駅 - 伊豆稲取駅間）
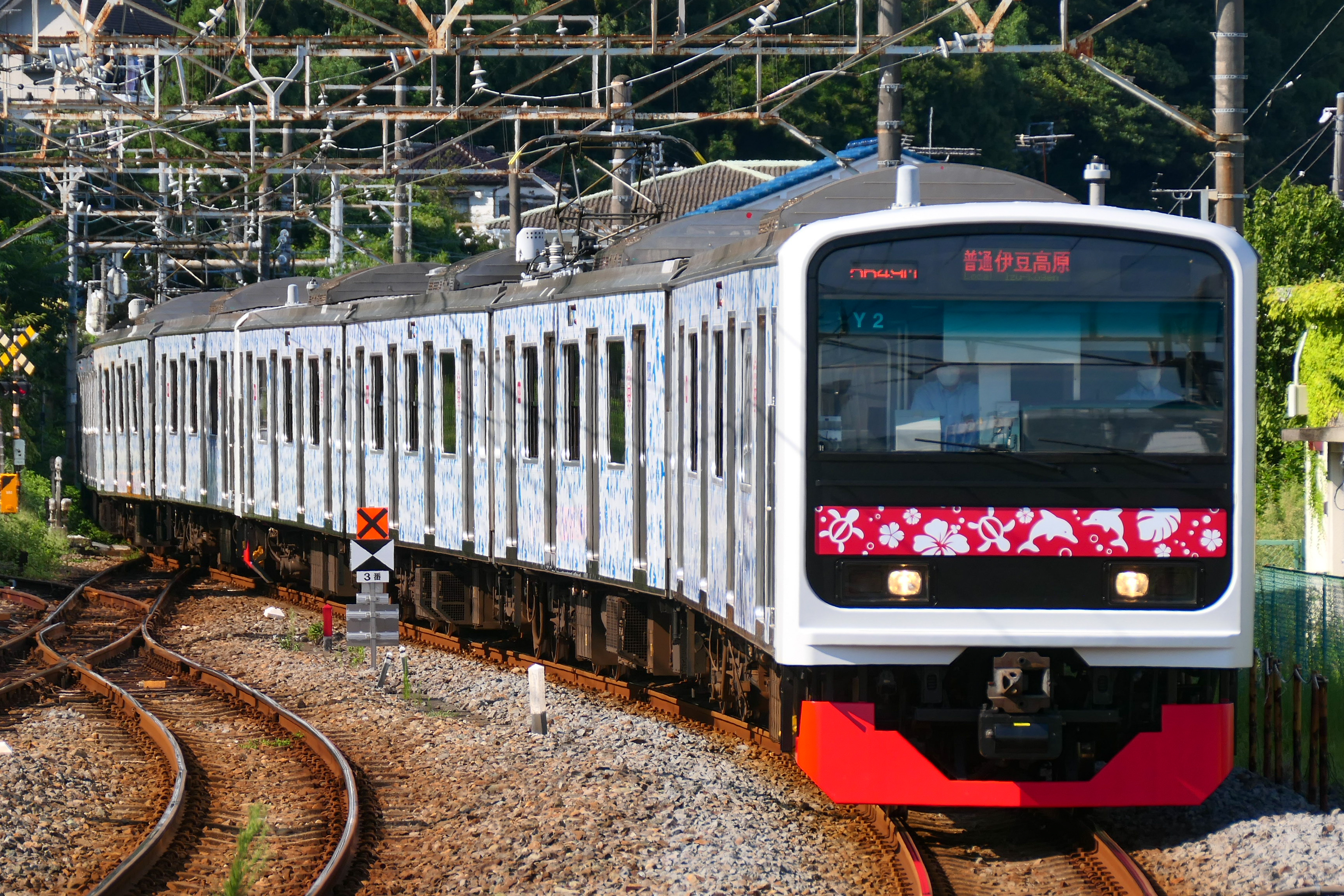
3000系（2022年8月 伊東駅）
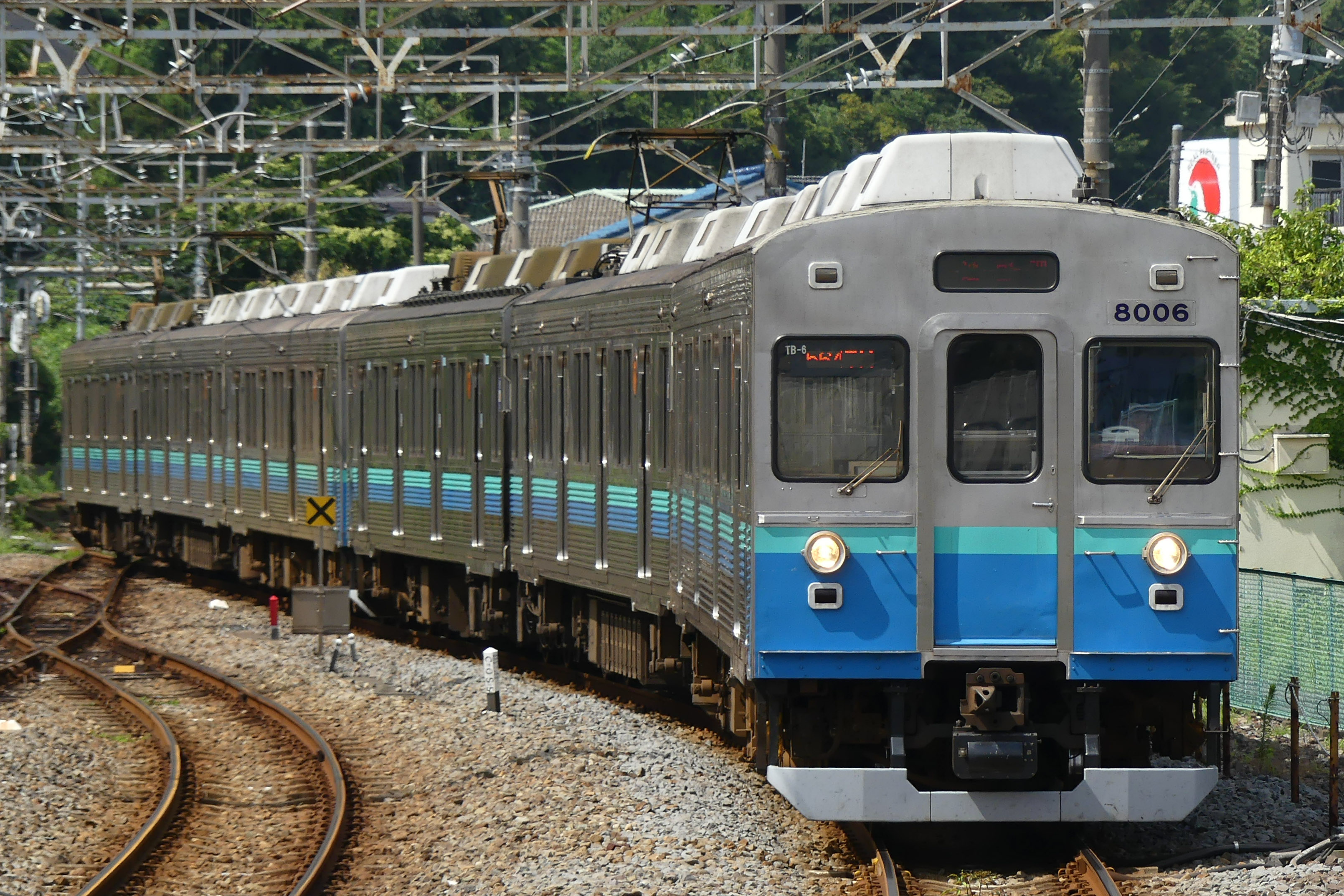
8000系（2018年7月 伊東駅）

#### 乗り入れ車両
- E257系（JR東日本大宮総合車両センター所属）- 特急「踊り子」
- E261系（JR東日本大宮総合車両センター所属）- 特急「サフィール踊り子」

### 過去の使用車両

#### 自社車両・借用車両
- 100系
  - 2002年4月27日に営業運転終了し、大半の車両が解体された。事業用車両として両運転台車である「クモハ103」が1両残り、伊豆高原電車区に配置されていたが、開業50周年記念事業の一環として2011年11月5日に復活運転を開始した。以後、旅行会社等による貸切運転やイベントでの展示、運行を行っていたが、2019年7月を以って引退した[18]。
- 1000系
- 200系
- デハ3600形・クハ3670形
  - 東急3000系の借用車。1961年から1964年まで。
- 7000系
  - 東急7000系の借用車。1962 - 1966年の夏期のみ。
- 7200系
  - 東急7200系の借用車。1967 - 1968年の夏期のみ。

7000系と7200系は夏期の輸送力増強のため、新造車を東急車輛製造から一時的に直接伊豆急行に搬入したもので、シーズンの終わりに東急へ返却されている。

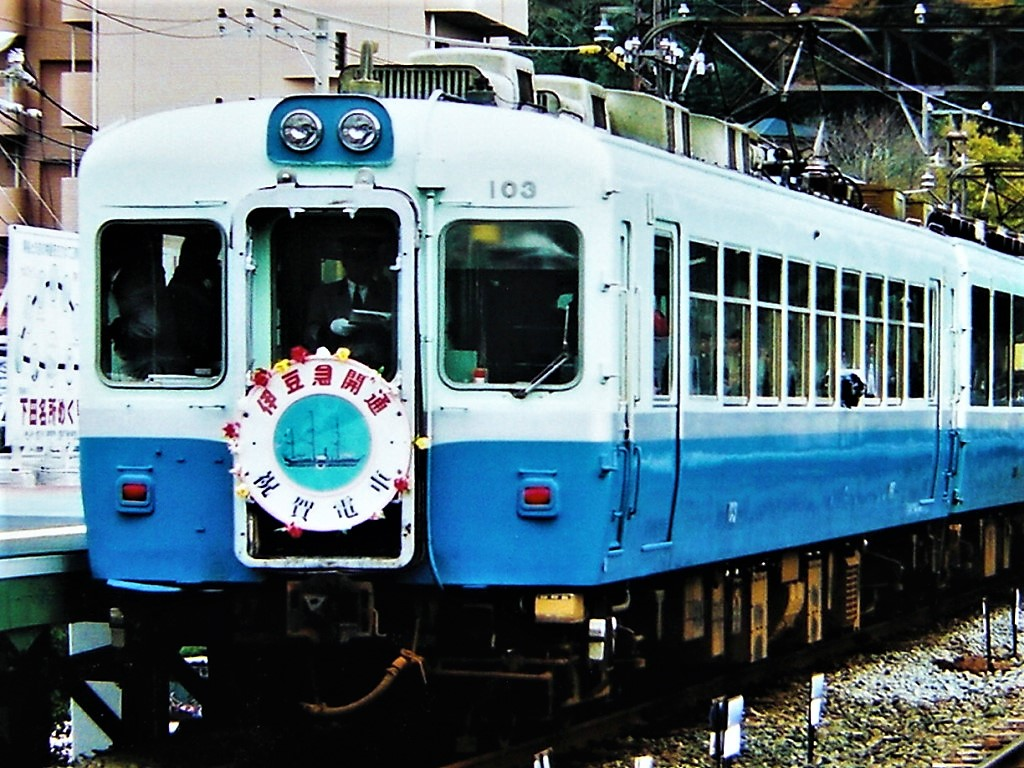
100系

#### 乗り入れ車両
- 111系・113系（国府津車両センター・JR東海静岡車両区所属）
  - 1986年10月31日まで国府津車両センターのS編成2編成を連結した8両編成（中間車クハ111の通り抜けは不可）、1986年11月1日からは静岡車両区のT編成を2編成連結した8両編成（中間車クハ111の通り抜けは不可）が運用された。2002年11月30日までは運用の都合上静岡車両区のT編成に代わり国府津車両センターのS編成が連結される場合があった。時期は不明だが一部113系の運用で伊豆高原駅で後4両切離し及び前4両増解結の運用があった（伊豆高原駅 - 伊豆急下田駅間は4両で運転）。
- 211系（田町車両センター〈現・東京総合車両センター田町センター〉所属） - 2012年まで
- 32系・40系・70系・72系
- 80系 - 準急「伊豆」「おくいず」
- 157系（田町電車区〈現・東京総合車両センター田町センター〉所属）- 急行「伊豆」、特急「あまぎ」
- 451系・453系（勝田電車区〈現・勝田車両センター〉所属）- 急行「常磐伊豆」
- 153系（田町電車区所属）- 急行「伊豆」「おくいず」。153系編成のグリーン車にはサロ165形も使用された。
- 155系（田町電車区所属）- 急行「伊豆」「おくいず」
- 167系（田町電車区所属）- 急行「伊豆」「おくいず」など
- 183系（田町電車区所属）- 特急「あまぎ」「踊り子」など
- 185系（大宮総合車両センター所属）- 特急「踊り子」
- 251系（大宮総合車両センター所属）- 特急「スーパービュー踊り子」、2020年3月13日まで
- E259系（鎌倉車両センター所属）- 臨時特急「マリンエクスプレス踊り子」、2020年3月8日まで
- 651系1000番台（国府津車両センター所属）- 臨時快速「伊豆クレイル」、2020年3月29日まで
- EF58形・EF65形機関車+14系客車（機関車は東京機関区、客車は品川運転所所属〈いずれも現・東京総合車両センター田町センター〉）- 特急「踊り子」（座席車使用）、特急「サロンエクスプレス踊り子」（「サロンエクスプレス東京」使用）
- EF58形機関車+スロ81系客車（機関車は東京機関区、客車は品川運転所所属）- 特急「お座敷踊り子」

その他臨時列車や団体列車で様々な車両が入線していた。

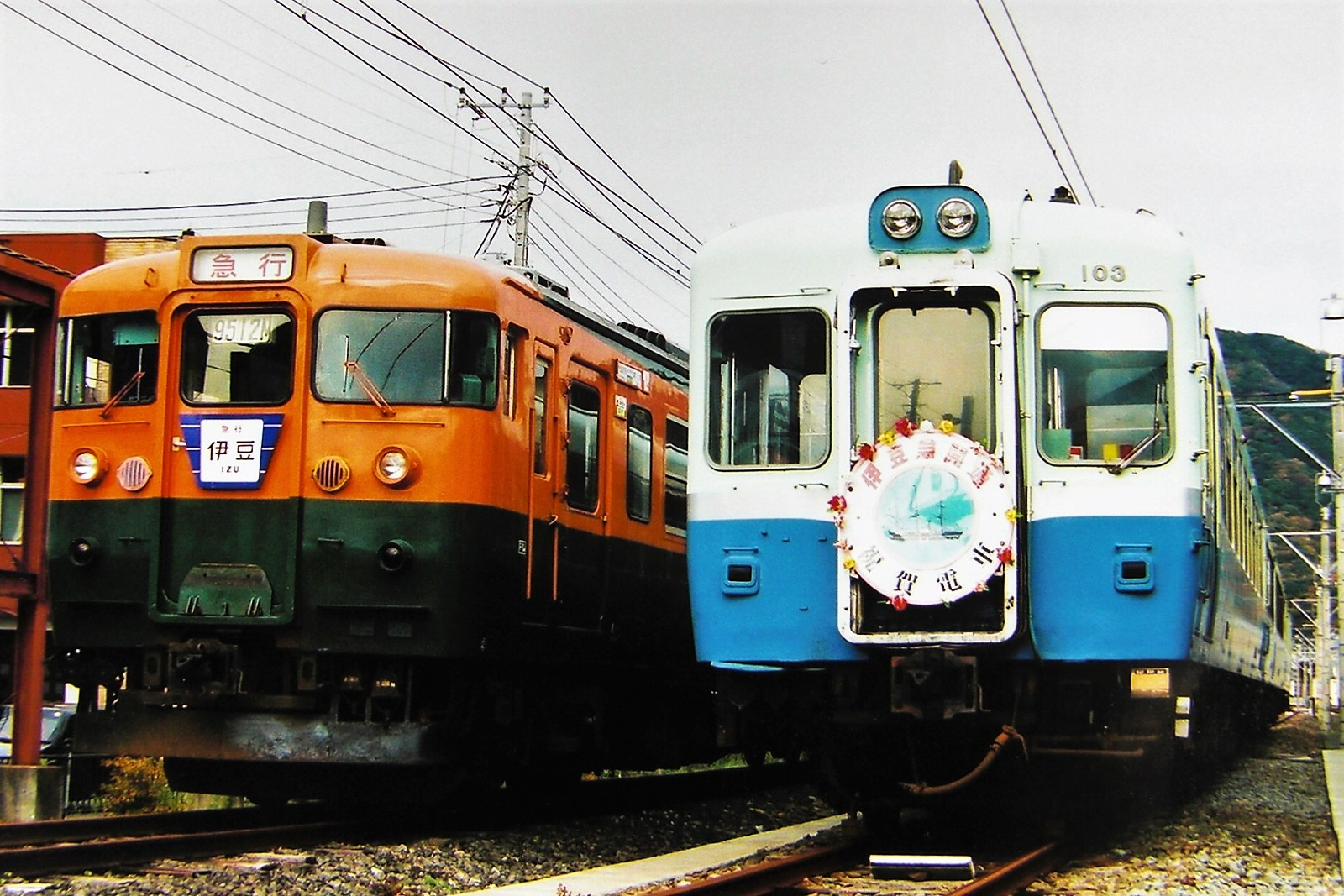
当線開業40周年を記念して1日だけリバイバル運転された165系急行「伊豆」と祝賀ヘッドマークを取り付けた伊豆急行クモハ103（2001年12月9日 伊豆急下田駅）
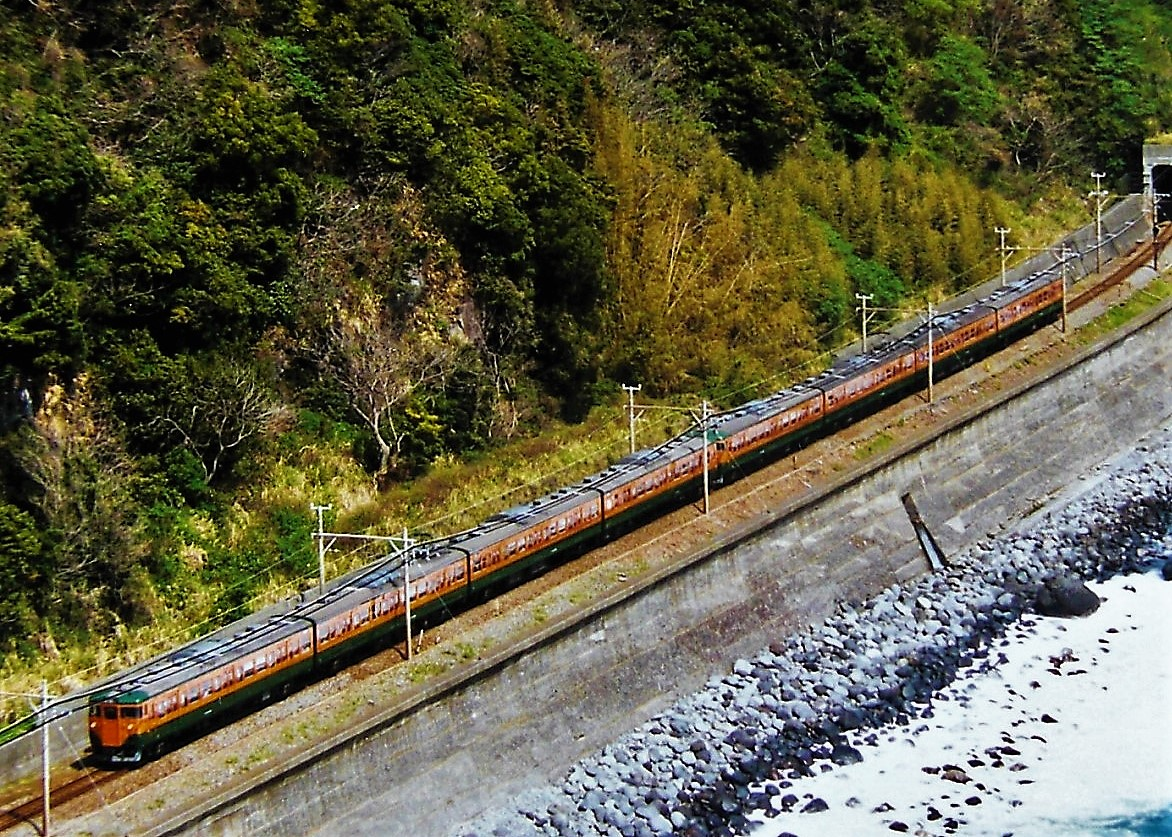
普通列車として乗り入れたJR東海静岡車両区所属113系電車（2002年3月28日 伊豆稲取駅 - 今井浜海岸駅間）
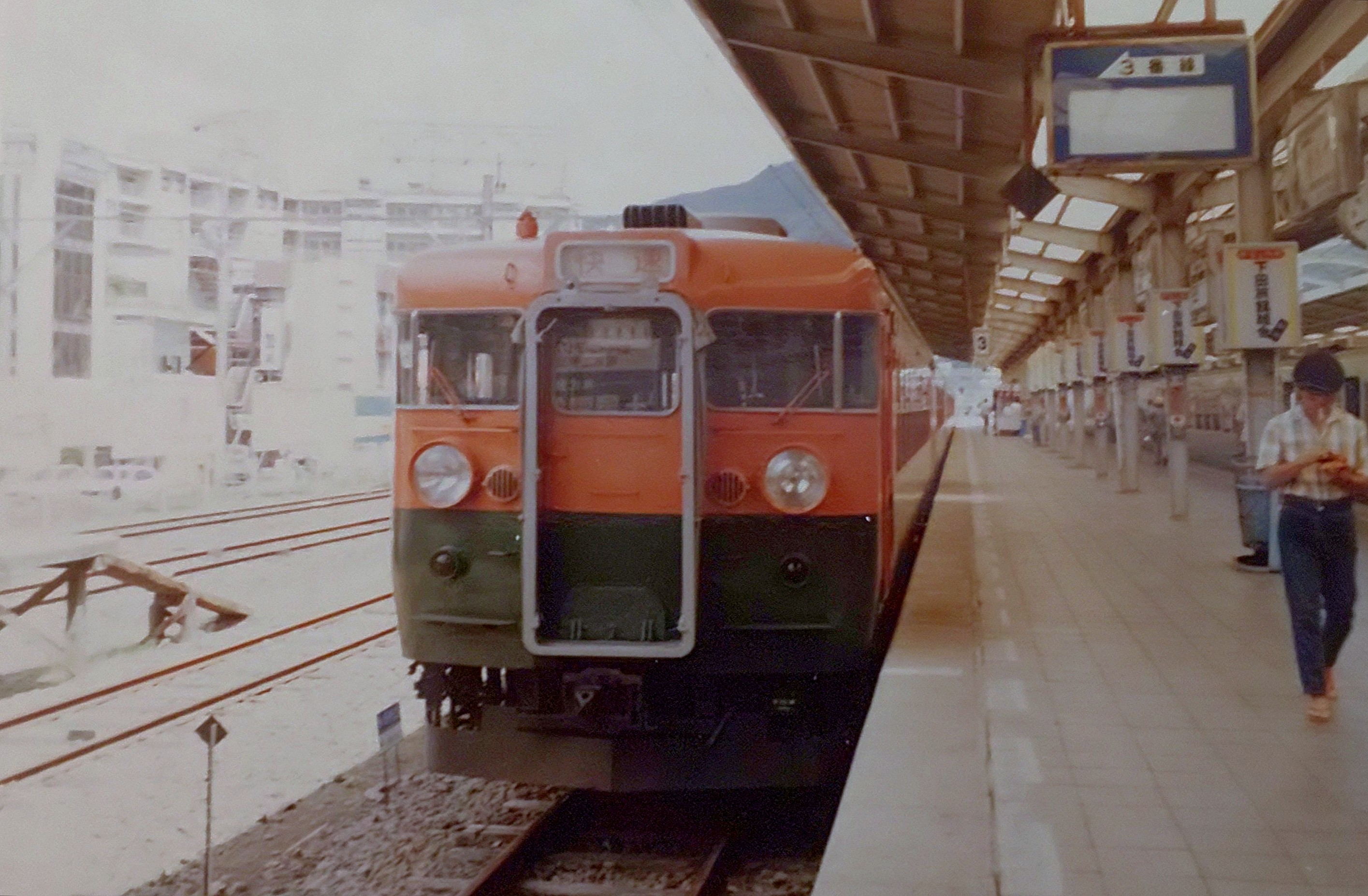
海水浴シーズンに東京駅から乗入れた全車自由席の167系臨時快速（1983年8月）
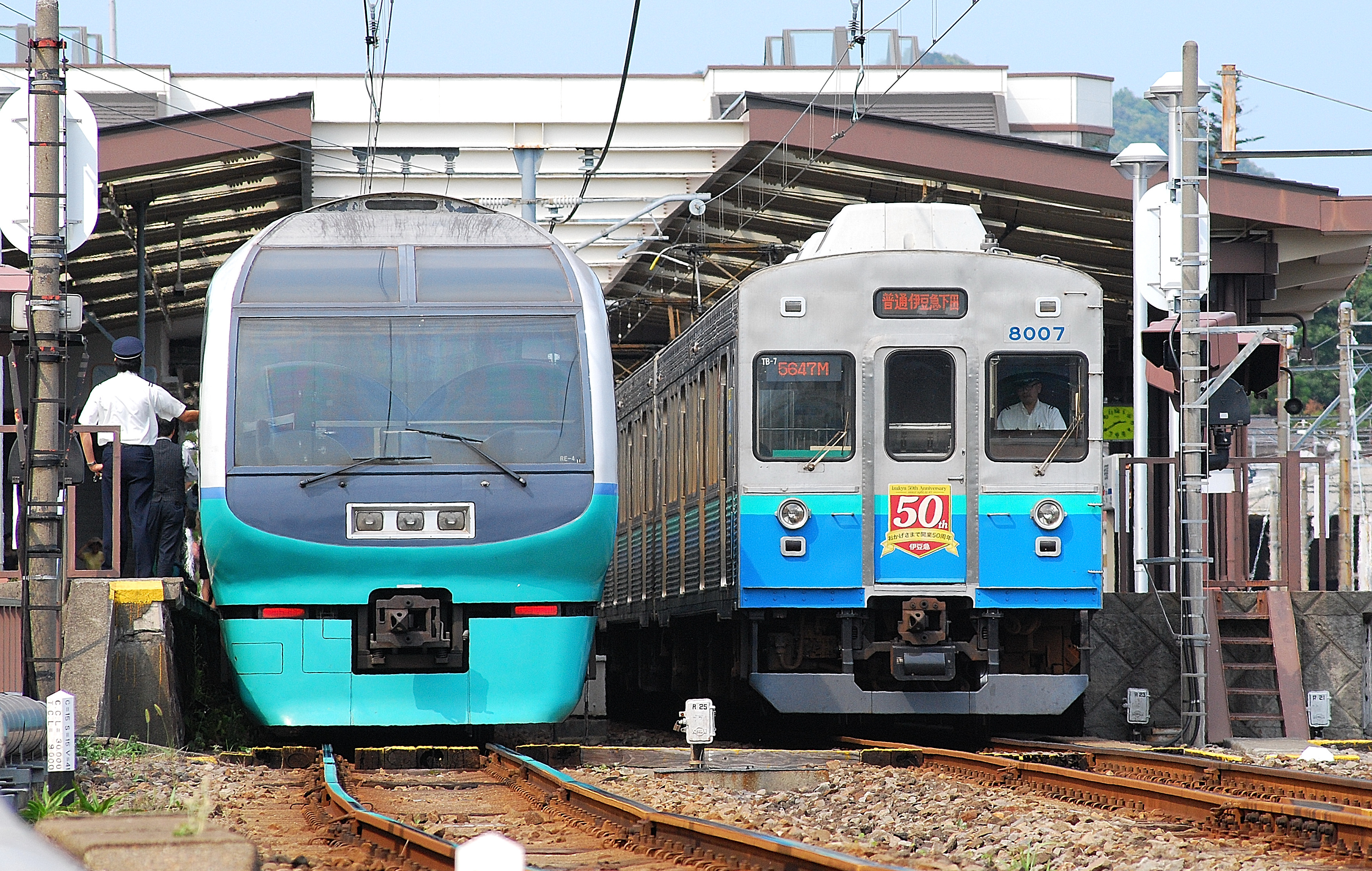
伊豆高原駅で交換する、251系特急「スーパービュー踊り子」と伊豆急行8000系

## 駅一覧
- 全駅静岡県内に所在
- 停車駅
  - 普通：全ての駅に停車
  - 特急「踊り子」「サフィール踊り子」の停車駅は列車記事を参照。
- 線路（全線単線）… ◇・∨・∧：列車交換可、｜：列車交換不可

| 駅番号           | 駅名             | 営業キロ         | 営業キロ         | 接続路線                                                           | 線路              | 所在地            | 所在地            |
| 駅番号           | 駅名             | 駅間             | 累計             | 接続路線                                                           | 線路              | 所在地            | 所在地            |
| ---------------- | ---------------- | ---------------- | ---------------- | ------------------------------------------------------------------ | ----------------- | ----------------- | ----------------- |
| 他社直通運転区間 | 他社直通運転区間 | 他社直通運転区間 | 他社直通運転区間 | 伊東線 熱海駅まで                                                  | 伊東線 熱海駅まで | 伊東線 熱海駅まで | 伊東線 熱海駅まで |
| IZ01             | 伊東駅           | -                | 0.0              | 東日本旅客鉄道： 伊東線（JT 26）（日中を中心に直通運転：上記参照） | ◇                 | 伊東市            | 伊東市            |
| IZ02             | 南伊東駅         | 2.0              | 2.0              |                                                                    | ◇                 | 伊東市            | 伊東市            |
| IZ03             | 川奈駅           | 4.1              | 6.1              |                                                                    | ◇                 | 伊東市            | 伊東市            |
| IZ04             | 富戸駅           | 5.4              | 11.5             |                                                                    | ◇                 | 伊東市            | 伊東市            |
| IZ05             | 城ヶ崎海岸駅     | 2.4              | 13.9             |                                                                    | ｜                | 伊東市            | 伊東市            |
| IZ06             | 伊豆高原駅       | 2.0              | 15.9             |                                                                    | ◇                 | 伊東市            | 伊東市            |
| IZ07             | 伊豆大川駅       | 5.0              | 20.9             |                                                                    | ◇                 | 賀茂郡            | 東伊豆町          |
| IZ08             | 伊豆北川駅       | 2.0              | 22.9             |                                                                    | ｜                | 賀茂郡            | 東伊豆町          |
| IZ09             | 伊豆熱川駅       | 1.4              | 24.3             |                                                                    | ◇                 | 賀茂郡            | 東伊豆町          |
| IZ10             | 片瀬白田駅       | 1.8              | 26.1             |                                                                    | ◇                 | 賀茂郡            | 東伊豆町          |
| IZ11             | 伊豆稲取駅       | 4.2              | 30.3             |                                                                    | ◇                 | 賀茂郡            | 東伊豆町          |
| IZ12             | 今井浜海岸駅     | 3.9              | 34.2             |                                                                    | ｜                | 賀茂郡            | 河津町            |
| IZ13             | 河津駅           | 1.1              | 35.3             |                                                                    | ◇                 | 賀茂郡            | 河津町            |
| IZ14             | 稲梓駅           | 5.4              | 40.7             |                                                                    | ◇                 | 下田市            | 下田市            |
| IZ15             | 蓮台寺駅         | 2.7              | 43.4             |                                                                    | ◇                 | 下田市            | 下田市            |
| IZ16             | 伊豆急下田駅     | 2.3              | 45.7             | 下田ロープウェイ：下田ロープウェイ ⇒新下田駅                       | ∧                 | 下田市            | 下田市            |

ほとんどの駅が一線スルー化されている。
なお、「伊豆」を冠する駅名が多いのは、開業当時に国鉄と連絡運輸を行っていた東海自動車のバス駅やバス停留所と区別するためである。